# Étienne Amateur Hervé
Pour les articles homonymes, voir Hervé.
Étienne Amateur Hervé est un homme politique français né le 18 juillet 1796 à Cozes (Charente-Maritime) et mort le 22 juin 1876 à Paris.

## Biographie
Substitut à Bordeaux en 1821, procureur du roi à Tours en 1823, il devient avocat à Bordeaux en 1824 où il est élu conseiller municipal en 1830. Il est nommé avocat général à la cour de Cassation en 1835. Il est député de la Gironde de 1834 à 1837 et de 1839 à 1846, siégeant dans la majorité conservatrice soutenant les ministères de la Monarchie de Juillet.

### Sources
- « Étienne Amateur Hervé », dans Adolphe Robert et Gaston Cougny, Dictionnaire des parlementaires français, Edgar Bourloton, 1889-1891 [détail de l’édition]